# Schijnspurrie
Schijnspurrie (Spergularia) is een geslacht van planten uit de anjerfamilie (Caryophyllaceae). De wetenschappelijke naam werd in 1805 als Arenaria subg. Spergularia gepubliceerd door Christiaan Hendrik Persoon. In 1819 waardeerden de broers Jan Svatopluk en Karel Bořivoj Presl het ondergeslacht op tot een geslacht. De naam is een nomen conservandum ten opzichte van Tissa Adans. en Buda Adans., beide gepubliceerd in 1763.

## Kenmerken
Het betreft kruidachtige, één- of tweejarige planten, waarvan de lijnvormige bladen vliezige steunblaadjes hebben. De bloemen hebben vijf kelk- en vijf kroonbladen; de kroonbladen zijn hooguit iets korter dan de kelkbladen of langer. Het aantal meeldraden bedraagt tien. Het verschil met het nauw verwante geslacht spurrie (Spergula) is dat bij dat laatste de bladen in schijnkransen staan, en bij schijnspurrie paarsgewijs tegenoverstaand zijn. Het vruchtbeginsel van spurriesoorten draagt vijf stijlen, dat van schijnspurriesoorten drie.

## Soorten
In Nederland, België en Luxemburg kunnen de volgende soorten worden aangetroffen:
- Spergularia bocconei (Scheele) Graebn.
- Spergularia media (L.) C. Presl – Gerande schijnspurrie
  - = Spergularia maritima (All.) Chiov.
  - = Spergularia marginata Kittel
- Spergularia rubra (L.) J. Presl & C. Presl – Rode schijnspurrie
- Spergularia salina J. Presl & C. Presl – Zilte schijnspurrie
  - = Spergularia marina (L.) Besser
- Spergularia segetalis (L.) G. Don – Korenschijnspurrie (sinds 1939 uit Nederland verdwenen)